# Jean Novat
Pour les articles homonymes, voir Novat (homonymie).
Jean Novat, né le 14 juin 1894 à Vienne (Isère) et mort le 23 août 1987 à Vienne (Isère), est un homme politique français.

## Biographie
Une fois son brevet d'aptitude professionnelle obtenu, Jean Novat travaille comme ouvrier tourneur dans une usine de constructions métalliques à Vienne
Il s'engage dans la Marine en 1913 comme simple matelot de pont. À cause de la Première Guerre mondiale, il effectue durant 6 ans le service militaire et termine comme second-maître dans un sous-marin, dans lequel il a séjourné et combattu pendant la campagne d'Orient.
Il devient contremaître à son retour de guerre, puis crée une entreprise de fabrication de matériel de papeterie et de produits chimiques. Il entre dans la Résistance dès le début de la Seconde Guerre mondiale. Il manifeste le 14 juillet 1942 à un rassemblement gaulliste. Il est emprisonné avec son fils (lui aussi résistant) à la prison Saint-Paul de Lyon à cause de ses opinions, qualifiées de « menées antinationales ». Il fait un séjour de 9 mois au camp de Saint-Sulpice-la-Pointe comme interné politique.
Une fois la guerre terminée, il se présente aux municipales de 1945 et devient conseiller municipal dans sa ville natale sur la liste de la Résistance dite d'Action sociale. Il se présente aussi aux cantonales dans le canton de Vienne-Sud, où il est élu et le reste jusqu'en 1955.
Il devient député en 1945 à la 1re Assemblée nationale constituante puis est réélu en 1946 pour la 2e Assemblée nationale constituante. Il ne se représente pas aux législatives et est tête de liste MRP aux sénatoriales pour siéger au Conseil de la République. Il devient sénateur le 8 décembre 1946, il est réélu le 7 novembre 1948 jusqu'au 19 juin 1955 (son mandat se termine le 4 juillet 1955).
Il siège de 1948 à 1955 comme membre aux commissions de la production industrielle, des affaires économiques, du ravitaillement et des boissons ; et comme membre titulaire ou suppléant aux commissions des pensions, de l'éducation nationale, et de la marine et de la pêche.
Du fait qu'il doit souvent s'occuper de son entreprise, il ne prend pas beaucoup la parole mais il rédige plusieurs rapports pour le compte de la commission des affaires économiques : rapport sur l'abrogation de la réglementation relative à la vente et à l'achat de véhicules d'occasion (1946-1947) ; rapport sur la restitution des véhicules réquisitionnés depuis la Libération, l'aménagement et l'assainissement des plaines de l'Isère, du Drac et de la Romanche (1948) ; rapport sur le projet de loi de ratification de l'accord franco-italien relatif aux marques de fabrique (1952). Pour la commission de la production industrielle, il écrit un rapport sur la loi de nationalisation de l'électricité et du gaz (1948).

## Détail des fonctions et des mandats
Mandats locaux
- 1945 - 1947 : Conseiller municipal de Vienne
- 30 septembre 1945 - 24 avril 1955 : Conseiller général du canton de Vienne-Sud

Mandats parlementaires
- 21 octobre 1945 - 10 juin 1946 : Député de l'Isère
- 2 juin 1946 - 27 novembre 1946 : Député de l'Isère
- 8 décembre 1946 - 7 novembre 1948 : Sénateur de l'Isère
- 7 novembre 1948 - 19 juin 1955 : Sénateur de l'Isère